# 2014 SA374
2014 SA374 est un objet transneptunien de magnitude absolue 6,94 faisant partie des cubewanos, découvert en 2014.

## Caractéristiques
2014 SA374 mesure environ 200 km de diamètre.